# Expansion Draft NFL 2002
Il Draft di espansione della National Football League del 2002 è stato il più recente draft in cui una nuova squadra, gli Houston Texans, scelse i suoi primi giocatori. Il 6 ottobre 1999, ad Atlanta, i proprietari della NFL assegnarono unanimemente la trentaduesima squadra della lega e il Super Bowl XXXVIII alla città di Houston, Texas. Per poter rendere i Texans competitivi rispetto alle squadre esistenti, la lega assegnò ai Texans la prima scelta assoluta del Draft NFL 2002 e diede loro l'opportunità di scegliere giocatori dalle altre squadra. Quelle selezioni avvennero nell'expansion draft, tenuto il 18 febbraio 2002.

## Selezioni
|  | = Pro Bowler |

| Scelta | Giocatore       | Ruolo            | Squadra NFL originaria | Impatto nel Salary Cap |
| ------ | --------------- | ---------------- | ---------------------- | ---------------------- |
| 1      | Tony Boselli    | Offensive tackle | Jacksonville Jaguars   | $6.883.332             |
| 2      | Ryan Young      | Offensive Tackle | New York Jets          | $563.000               |
| 3      | Aaron Glenn     | Cornerback       | New York Jets          | $8,013,177             |
| 4      | Gary Walker     | Defensive tackle | Jacksonville Jaguars   | $5.250.000             |
| 5      | Jamie Sharper   | Linebacker       | Baltimore Ravens       | $2.875.000             |
| 6      | Jermaine Lewis  | Wide Receiver    | Baltimore Ravens       | $4.289.333             |
| 7      | Marcus Coleman  | Cornerback       | New York Jets          | $5.480.750             |
| 8      | Seth Payne      | Defensive Tackle | Jacksonville Jaguars   | $2.775.000             |
| 9      | Matt Campbell   | Offensive guard  | Washington Redskins    | $875.000               |
| 10     | Matt Stevens    | Safety           | New England Patriots   | $565.000               |
| 11     | Jeremy McKinney | Offensive Guard  | Cleveland Browns       | $405.760               |
| 12     | Ryan Schau      | Offensive Tackle | Philadelphia Eagles    | $563.000               |
| 13     | Charlie Rogers  | Kick returner    | Seattle Seahawks       | $563.000               |
| 14     | Sean McDermott  | Tight End        | Tampa Bay Buccaneers   | $300.000               |
| 15     | Jabari Issa     | Defensive End    | Arizona Cardinals      | $397.666               |
| 16     | Avion Black     | Wide Receiver    | Buffalo Bills          | $460.000               |
| 17     | Danny Wuerffel  | Quarterback      | Chicago Bears          | $555.760               |
| 18     | Brian Allen     | Linebacker       | St. Louis Rams         | $452.000               |
| 19     | Johnny Huggins  | Tight End        | Dallas Cowboys         | $300.000               |